# 李濬 (御史)
李濬（？—1443年），明朝監察御史。

## 簡介
明山東武定人，字伯淵。國子生官四川道監察御史。宣德元年，朱高煦反，李濬智北京告變，以功升左僉都御史。正統初，巡撫遼東，嚴守備，督屯田，進左副都御史。
《 惠民縣志》載乾隆十年，知府姚興慎建建雙忠祠祭拜李濬、與袁化中。